# Холодна зброя

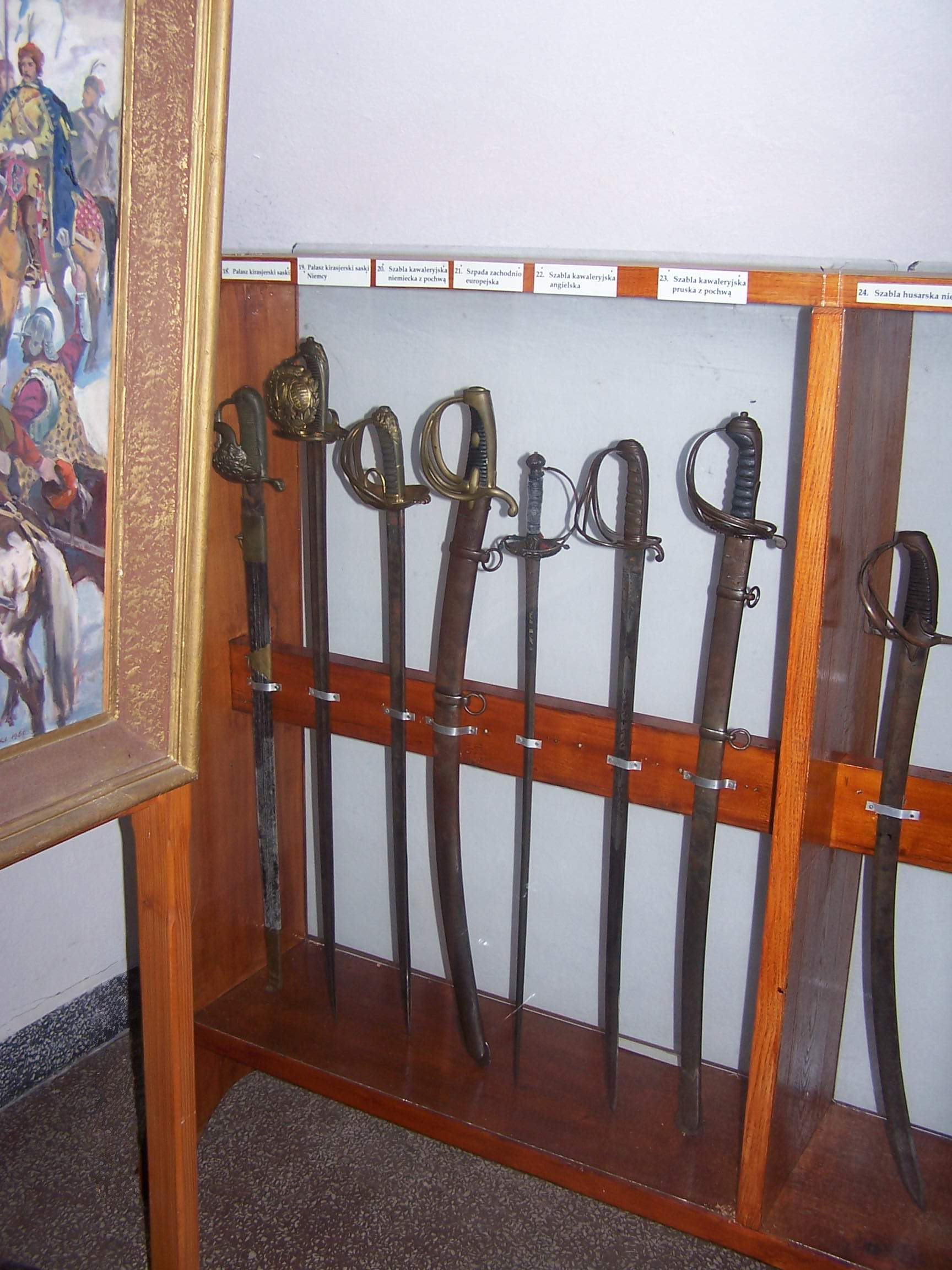

Холо́дна зброя (рос. холодное оружие, кит.: 冷兵器), або бі́ла збро́я (нім. Blankwaffe, фр. arme blanche, ісп. arma blanca, італ. arma bianca, пол. broń biała)  — предмет, спеціально виготовлений для завдання тілесних ушкоджень і призначений для нападу та активного захисту в рукопашному бою.
До холодної зброї у кримінальному праві відносять шаблі, кортики, фінки, армійські, мисливські ножі, кинджали, нунчаки, стилети, кастети, свинчатки  тощо. Підрозділяється на ударну, рубаючу, колючу, а також таку, що поєднує декілька з перерахованих ознак (наприклад колюче-рубаючу, ударно-рубаючу).

## Історія
Холодна зброя з'явилася в сиву давнину. У кам'яну добу виникло багато видів холодної зброї, які допомагали збільшити довжину та потужність руки.
Збереглося дуже небагато зразків холодної зброї, виготовленої з дерева, причому це в основному холодна зброя неолітичної і бронзової епох. Палиці мають грушоподібну головку; іноді в неї всаджувалися осколки каменя або вона замінювалася кам'яною кулею. Вони служили і метальною зброєю, що спостерігається у деяких народів Південної і Східної Африки.

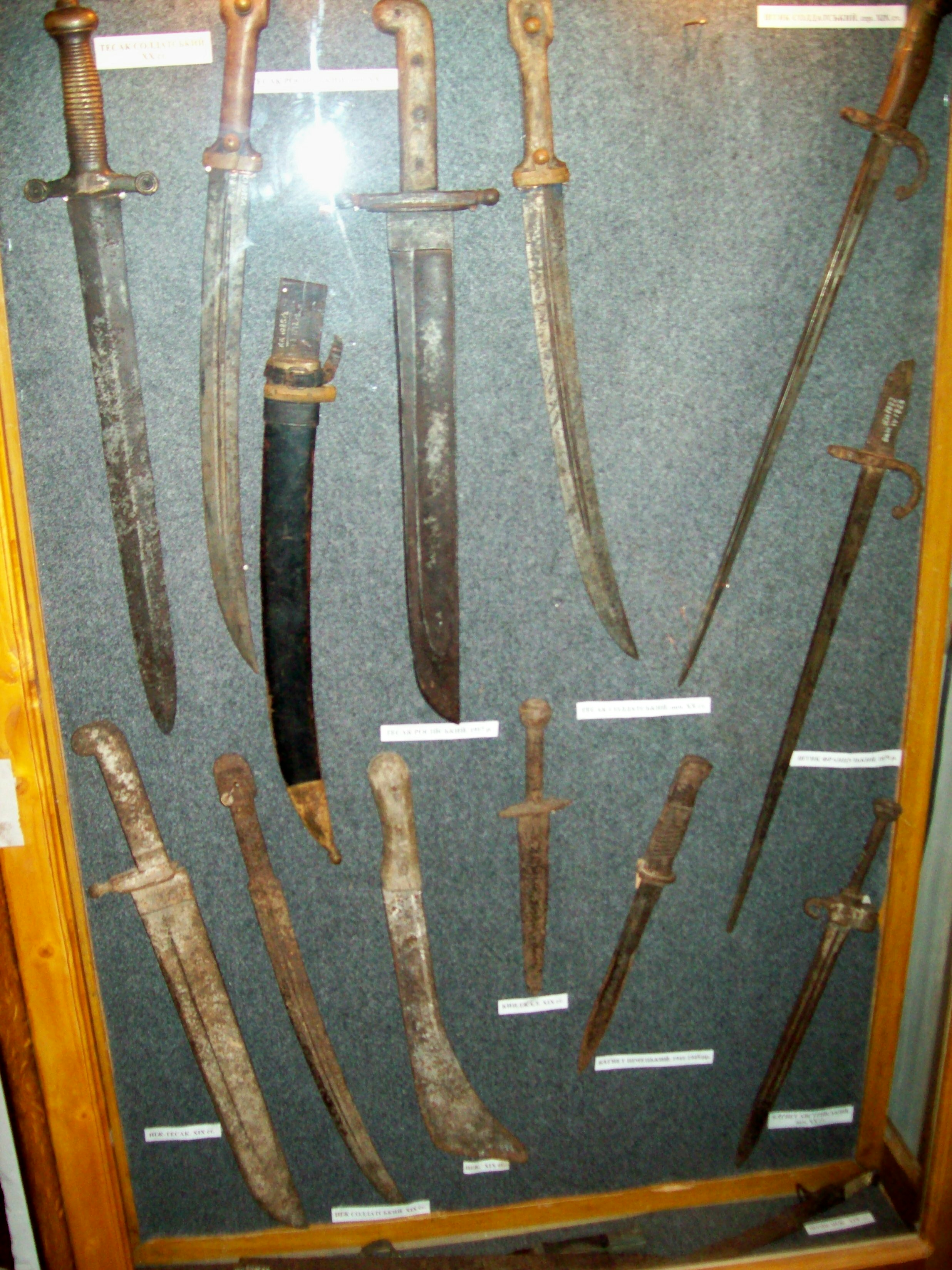
Холодна зброя, Острозький замок

У палеоліті з'являються і кинджали з каменя і кістки; у родовому суспільстві Північної Європи кременеві кинджали з рукояткою відрізняються досконалістю роботи. Спис виник з палиці із загостреним кінцем на початку палеоліту, в середині його з'являються наконечники з кременя, а до кінця — кістяні. У епоху розвитку родового ладу кременеві наконечники списів мають правильну форму і ретельно оброблені; наконечники з трубчастих кісток стали попередниками пізніших втульчатих металевих. Метальні списи застосовувалися в палеоліті; в кінці цієї епохи вживається вже прилад, що підсилює кидок — списометалка з кістки або рогу; подібний прилад відомий у народів Австралії і Північної Америки.
У палеоліті з'являється і лук — холодна зброя, найзручніша для полювання і сутичок в умовах кам'яного періоду; від палеоліту дійшли наконечники стріл з каменя і кістки; про форму і величину лука можна судити тільки для неолітичного і пізніших періодів на підставі знахідок в озерах і торф'яниках.
Бурхливий розвиток холодної зброї почався, коли люди навчились добувати і обробляти метали. Власне, спочатку з металу робили тільки зброю. З того часу ніж був неодмінним атрибутом кожної людини, ніж захищав, добував їжу, допомагав у побуті і ще виконував багато дрібних справ. Ніж був необхідною річчю, яку завжди треба було мати при собі.
Відкриття властивостей міді, її обробка і виготовлення бронзи почали нову еру в історії холодної зброї. Твердість, в'язкість і вага металу розширили можливості, закладені в кам'яних ножах і кинджалах, а також односторонню ефективність палиць; метал дав можливість зв'язати функції перших з розмірами других, внаслідок чого виник меч. Незамінні якості меча в рукопашній сутичці і в боротьбі з крупними хижаками викликали широке його розповсюдження і величезну кількість різновидів. Металеві наконечники списів повторювали форми колишніх кам'яних і кістяних.

## Види холодної зброї
1. Клинкова холодна  зброя,  комбінована  холодна  зброя  з клинком (клинками)
2. Неклинкова (ударно-дробильна) холодна зброя
3. Метальна зброя.
4. Проста метальна зброя:
  1. з  клинковим  уражуючим  елементом  або  елементами   (типу ножа);
  2. з  металевим уражуючим елементом або елементами;
5. Механічна метальна зброя (в т.ч. луки та арбалети):

## Криміналістичні вимоги до холодної зброї

### Клинкова холодна зброя та комбінована холодна зброя з клинком
- мінімальна довжина клинка — не менше як 90 мм;
- мінімальна товщина клинка — не менше як 2,6 мм;
- мінімальна твердість клинка, що виготовлений із вуглецевої сталі — не менше як 50 НКС (за відсутності ДСТУ, ТУ, якими встановлені інші значення твердості);
- мінімальна твердість клинка, що виготовлений із корозійно стійкої сталі — не менше як 45 НКС (за відсутності ДСТУ, ТУ, якими встановлені інші значення твердості);
- кут загострення леза — не більше як 30 градусів.
- наявність обмежувача односторонього або двосторонього сумарно не менше 5 мм або наявність пальцевої виїмки не менше 5 мм а якщо їх декілька то кожна не менше 4 мм.
- Довжина клинків визначається вимірюванням відстані від вістря до обмежувача (утику руків'я). Вимірювання товщини обуху проводиться у найтовстішому місці клинка.
- Не відповідність хоча б одного з критеріїв автоматично виводить виріб з категорії холодної зброї.

### Неклинкова холодна зброя
- Проста ударно-дробильна зброя (монолітні предмети — кастети, кийки та ін.) повинні бути виготовлені з матеріалів, які забезпечують неодноразове застосування без пошкодження (руйнування) предметів.
- Складена ударно-дробильна зброя (предмети та знаряддя, які складаються із різних за функціональними властивостями частин — кистені, нунчаку та ін.) повинні бути виготовлені з матеріалів, які забезпечують неодноразове застосування без пошкодження (руйнування) предметів.
- З'єднання (мотузка, шнур, трос, ланцюг та ін.) складеної ударно-дробильної зброї повинні витримувати мінімальне навантаження на розрив — 100 Н (10 кг).